# Raúl Magaña
Raúl Magaña   (Santa Ana, 24 de febrer de 1940 - San Salvador, 30 de setembre de 2009) fou un futbolista salvadorenc de la dècada de 1960.
Fou internacional amb la selecció del Salvador. Pel que fa a clubs, destacà a C.D. FAS.
Fou entrenador de la selecció del Salvador, Alianza, Luis Ángel Firpo, Platense, Chalatenango, Juventud Olímpica, Atlético Marte i ADOC.